# 非死不可
《非死不可》（德語：Unfriend）是一部於2016年上映的德國恐怖片，由西蒙·凡赫文執導。

## 劇情
蘿拉美好的大學生活充滿好友與愛人，某天有位名喚瑪莉娜的神祕女子發送臉書交友邀請，接受邀請的蘿拉成為瑪莉娜的第一位臉書好友；怎料她不只僅僅只想成為她的閨蜜？更進一步想成為她的唯一！

私生活受控的蘿拉無奈刪除好友，此舉卻造成好友們一連串離奇死亡；羅拉與殘存死黨們決定破解謎團，誰會是最後的……？

## 演員
- 艾莉西亞·戴南－卡瑞 飾演 Laura Woodson
- 威廉·莫斯里 飾演 Tyler
- 康勒·帕奧羅 飾演 Kobe
- Brit Morgan 飾演 Olivia
- Brooke Markham 飾演 Isabel
- Sean Marquette 飾演 Gustavo
- 莉廋·阿勒斯 飾演 Marina Mills

## 外部連結
- 互联网电影数据库（IMDb）上《非死不可》的资料（英文）
- Box Office Mojo上《非死不可》的資料（英文）
- 開眼電影網上《非死不可》的資料（繁體中文）
- Yahoo奇摩電影上《非死不可》的資料（繁體中文）